# Zoo (programa de televisão)
Zoo foi um programa de variedades brasileiro exibido pela Rede Bandeirantes. Inicialmente, o programa iria se chamar Band Zoo. O novo programa manteve o formato usado por seu predecessor, o Vídeo News.
A apresentadora Nadja Haddad mudou o seu visual para a estreia do novo programa. Em março de 2013, com a saída de Nadja Haddad para o SBT, o programa passa a ser apresentado por Paloma Tocci, enquanto Mônica Apor passou a apresentá-lo nos fins de semana.
Em 2014, Mônica Apor assume definitivamente o comando do programa, com Paloma Tocci se dedicando ao Band Esporte Clube e sendo colunista no novo Café com Jornal.
Em 31 de dezembro, o programa Zoo deixa de ser exibido pela emissora.